# Domenico Zauli
Domenico Zauli (Faenza, 1638 – 1º marzo 1722) è stato un arcivescovo cattolico italiano.

## Biografia
Figlio del nobile faentino Giovanni Battista Zauli (1606-1682) e di Lucrezia Tartagni. Fu un dotto giureconsulto, esperto negli affari della Curia Romana.
Il 6 marzo 1690 venne nominato vescovo di Veroli. Restaurò e abbellì la cattedrale e altre chiese della diocesi. Nel 1695 scrisse l'esteso commento degli statuti di Faenza, che dedicò ad Innocenzo XI. Si dimise il 28 aprile 1708. Dal 1709 alla morte fu arcivescovo titolare di Teodosia. Ricoprì inoltre la carica di vicegerente del cardinale vicario di Roma, dal 1701 al 1712, e di assessore del Sant'Uffizio dal 1712.

## Opere
- Domenico Zauli. Observationes Canonicae civiles, criminales, & mixtae; tam iuri communi, et legibus universalibus, quam statutis civitatis Faventiae accomodatae. Romae: ex typographia reverenda camerae apostolicae, 1695.

## Genealogia episcopale e successione apostolica
La genealogia episcopale è:
- Cardinale Scipione Rebiba
- Cardinale Giulio Antonio Santori
- Cardinale Girolamo Bernerio, O.P.
- Arcivescovo Galeazzo Sanvitale
- Cardinale Ludovico Ludovisi
- Cardinale Luigi Caetani
- Cardinale Ulderico Carpegna
- Cardinale Paluzzo Paluzzi Altieri degli Albertoni
- Papa Benedetto XIII
- Arcivescovo Domenico Zauli

La successione apostolica è:
- Vescovo Camillo Caravita (1704)